# Supermarket
Supermarket (iz latinskog super na, mercatus trgovina)  je velika trgovina koja posluje po principu samoposluge i nudi širok izbor proizvoda prehrane i niz kućanskih proizvoda koje se redovito konzumira, kao što je alkoholna pića, sredstva za čišćenje ili odjeća. Supermarketi su često dio lanca trgovina.

## Hrvatska
U Hrvatskoj uz domaće trgovine posluje i veći broj stranih trgovačkih lanaca mješovite robe, najpoznatiji, odnosno najveći su (abecednim redom): Kaufland, Konzum, KTC, Lidl, NTL, Plodine, Spar i Tommy.

## Vanjske poveznice
|  | Zajednički poslužitelj ima još gradiva o temi Supermarket |